# 시사 인사이드
《시사 인사이드》는 2008년 5월 8일부터 2010년 4월 8일까지 방송된 OBS 경인TV의 텔레비전 시사 프로그램이다. 수도권 지역의 사건들을 소재로 다루었다. 하지만, 2010년 1월 14일부터 그 해 2월 4일까지 방송된 〈2010 지방자치 보고서〉 시리즈로 인한 지역 신문사들의 반발 등으로 인하여 100회 특집을 끝으로 종영되었다..

## 타이틀 변천사
- 2008년 : 시사 기획 인사이드
- 2009년 : OBS 인사이드
- 2010년 : 시사 인사이드

## 방송 회차

### 2008년
| 회차 | 방송일    | 부제                                              |
| ---- | --------- | ------------------------------------------------- |
| 1    | 5월 8일   | 배신                                              |
| 2    | 5월 15일  | 그 놈이 내 딸을 죽였다                            |
| 3    | 5월 22일  | 서해안 조력발전소 바다에게 길을 묻다              |
| 4    | 5월 29일  | 2008년 봄 태안엔 절망이 자라고 있다               |
| 5    | 6월 5일   | 이제 아시아를 말하라                              |
| 6    | 6월 12일  | 2008년 6월 10일                                   |
| 7    | 6월 19일  | 헌법 제1조 대한민국은 민주공화국이다              |
| 8    | 6월 26일  | 한국판 식코 현실화 되나                           |
| 9    | 7월 3일   | 1045일 그들 혹은 당신의 이야기                    |
| 10   | 7월 10일  | 명품도시 인천 누구의 미래인가?                    |
| 11   | 7월 17일  | 2008 대한민국 서민으로 살아간다는 것은            |
| 12   | 7월 24일  | 댁의 아이는 안녕하십니까                          |
| 13   | 7월 31일  | 인터넷에서 걸어 나오다                            |
| 14   | 8월 7일   | 취업전선의 20대 꿈꿀 수 있는가                    |
| 15   | 8월 14일  | 인천상륙작전 D-5 월미도에선 무슨 일이 있었나?     |
| 16   | 8월 24일  | 차이 혹은 다름 - 다문화 가정 우리도 한국인이다    |
| 17   | 8월 28일  | 대한민국 18세 인간의 조건                         |
| 18   | 9월 4일   | 살농 15년 당신은 농촌을 아십니까?                 |
| 19   | 9월 11일  | 기륭 사태 탈출구는 없는가?                        |
| 20   | 9월 18일  | 김(金)의 전쟁(戰爭)                               |
| 21   | 9월 25일  | 잊혀져갈 혹은 사라져갈 우리 시대 기록들           |
| 22   | 10월 2일  | 성매매 이번엔 뿌리 뽑히나?                        |
| 22   | 10월 2일  | 뜨거운 인천 성난 시민 - 개발 현장을 가다          |
| 23   | 10월 9일  | 파주 무건리 고향 땅에 살게 해다오                 |
| 23   | 10월 9일  | 영어마을 생존의 조건                              |
| 24   | 10월 16일 | 끝나지 않은 항해 바다이야기                       |
| 24   | 10월 16일 | 사교육 전쟁 현장 2008 리포트                      |
| 25   | 10월 23일 | 기륭 사태 1157일 째                               |
| 25   | 10월 23일 | 신 맹모의 조건                                    |
| 26   | 10월 30일 | 긴급 진단 - 로스쿨인가? 하이스쿨인가?             |
| 27   | 11월 6일  | 간접차별 장애인은 두 번 운다                      |
| 27   | 11월 6일  | 제대로 통하였느냐 - 마을을 가로지르는 국도        |
| 28   | 11월 13일 | 2008 가을 무너지는 밑바닥 경제                    |
| 28   | 11월 13일 | 공사중단 5개월 위기의 인천대                      |
| 29   | 11월 20일 | 송산 토취장 누구를 위한 개발인가?                 |
| 29   | 11월 20일 | 노인장기요양보험 4개월 노인은 없다                |
| 30   | 11월 27일 | 서민들의 피눈물 4조 원 신종 금융 다단계 사기 사건 |
| 31   | 12월 4일  | 수상한 아파트 - 광명시 재건축 비리 의혹           |
| 31   | 12월 4일  | 모성의 절망 빈곤한 여성 가장                      |
| 32   | 12월 11일 | GM대우 봄을 기다리며                              |
| 32   | 12월 11일 | 서울보다 10배 비싼 원수비 인천은 왜?              |
| 33   | 12월 18일 | 수상한 청소회사 뒷짐 진 수원시청                  |
| 33   | 12월 18일 | 골프장에 안성맞춤? 벙커에 빠진 골프도시 안성      |
| 34   | 12월 25일 | 세 가지 꿈                                        |

### 2009년
| 회차 | 방송일    | 부제                                                   |
| ---- | --------- | ------------------------------------------------------ |
| 35   | 1월 1일   | 순우의 일상적 범죄행각                                 |
| 35   | 1월 1일   | 새들의 경고 이 땅이 죽어간다                           |
| 36   | 1월 8일   | 한국판 뉴딜정책 경인운하                               |
| 36   | 1월 8일   | 경인고속도로 간선화 누구를 위한 사업인가               |
| 37   | 1월 15일  | 소통없는 입법전쟁 방송법 파동                          |
| 37   | 1월 15일  | 작은 기자들 시비를 따지다                              |
| 38   | 1월 22일  | 누가 참사를 불렀나 용산 철거 현장 화재사건             |
| 39   | 1월 29일  | 혈세 먹는 하마 - 이용하지 않아도 통행료 내는 도로      |
| 39   | 1월 29일  | 쌍용차 사태 위기의 평택을 가다                         |
| 40   | 2월 5일   | 묻지도 따지지도 않는 재개발 열병                       |
| 40   | 2월 5일   | 판교 로또 알고보니 애물단지                            |
| 41   | 2월 12일  | 비밀리에 버려지는 사체들                               |
| 41   | 2월 12일  | 수치심 기본권에 대한 짧은 이야기                       |
| 42   | 2월 19일  | 입법전쟁 2라운드 쟁점법안은?                           |
| 43   | 2월 26일  | 배부른 대학 배고픈 학생 - 엄마 대학가서 미안해         |
| 43   | 2월 26일  | 고사위기의 지역신문 탈출구는 없는가?                   |
| 44   | 3월 5일   | 범죄의 사각지대 경기도 치안의 현주소                   |
| 44   | 3월 5일   | 진실을 말하라 - 의혹의 미산골프장                      |
| 45   | 3월 12일  | 옮겨진 전철역 대답없는 구청                            |
| 45   | 3월 12일  | 위기의 이주 아동 - 학교 다니고 싶어요                  |
| 46   | 3월 19일  | 정당한 노동의 대가? 근로자 울리는 임금체불             |
| 46   | 3월 19일  | 이전 계획만 12년 째 갈 곳 잃은 인천해역방어사령부      |
| 47   | 3월 26일  | 운동하고 싶어요 - 서부재활체육센터 존폐 논란           |
| 47   | 3월 26일  | 고도 제한에 발 묶인 성남시 구도심 재개발               |
| 48   | 4월 2일   | 욕에 점령당한 아이들                                   |
| 48   | 4월 2일   | 멀고 먼 의료분쟁 두번 우는 환자들                      |
| 49   | 4월 9일   | 도심 속 슬럼가 불 꺼진 마을                            |
| 49   | 4월 9일   | 2009 경기도 교육감 선거                                |
| 50   | 4월 16일  | 대부도 생태계 다시 숨 쉬고 싶다                        |
| 50   | 4월 16일  | 소래포구 현대화 무엇이 문제인가                        |
| 51   | 4월 23일  | 4.29 재보선 최대 격전지 부평구 을의 민심은             |
| 51   | 4월 23일  | 롯데골프장 개발 논란 계양산의 운명                     |
| 52   | 4월 30일  | 작지만 큰 승부 부평 을(乙)을 가다                      |
| 52   | 4월 30일  | 실태보고 - 10대의 성(性)                               |
| 53   | 5월 7일   | 나홀로 아이들의 소망                                   |
| 53   | 5월 7일   | 이 시대 쪽방촌 노인들                                  |
| 54   | 5월 14일  | 혐오시설 폭격맞은 그들                                 |
| 54   | 5월 14일  | 혁신학교를 찾아라 경기도 교육의 새로운 도전            |
| 55   | 5월 21일  | 공부가 즐거운 아이들 - 방과 후 대안학교                |
| 55   | 5월 21일  | 내겐 너무도 소중한 일터                                |
| 56   | 5월 28일  | 9회말 2아웃 한국 야구를 말하다                         |
| 56   | 5월 28일  | 연평도 그물 끝에 걸린 희망                             |
| 57   | 6월 4일   | 당신이 먹고 있는 한우는 진짜 한우입니까?               |
| 57   | 6월 4일   | 어느 노부부의 아리랑                                   |
| 58   | 6월 11일  | 로드킬 야생동물의 신 인공천적                          |
| 58   | 6월 11일  | 굿바이 저어새                                          |
| 59   | 6월 18일  | 어느 악기 회사의 이상한 정리해고                       |
| 59   | 6월 18일  | 이 시대 장인들의 마지막 소망                           |
| 60   | 6월 25일  | 한국판 킬링필드 세월 속에 묻힌 사람들                  |
| 60   | 6월 25일  | 생태하천에는 물고기가 없다                             |
| 61   | 7월 2일   | 관광단지 개발 논란 굴업도의 미래는                     |
| 61   | 7월 2일   | 집 내놓고 빚더미 어느 이상한 재건축                    |
| 62   | 7월 9일   | 송도 국제학교 신 귀족학교인가                          |
| 62   | 7월 9일   | 엄마 안전하게 학교 가고 싶어요                         |
| 63   | 7월 16일  | 비정규직법을 믿고 일했던 사람들 하지만                 |
| 63   | 7월 16일  | 무상 급식 공약 공략                                    |
| 64   | 7월 23일  | 오 나의 부천 - 부천 FC 1995 끝나지 않은 이야기         |
| 64   | 7월 23일  | 4대강 살리기 농민 죽이기                               |
| 65   | 7월 30일  | 쇠사슬에 묶인 장애인 인권                              |
| 65   | 7월 30일  | 명품도시 인천 누구의 미래인가? 2편 - 미뤄지는 미래도시 |
| 66   | 8월 6일   | 기업형 슈퍼에 맞서다 동네의 저항                       |
| 66   | 8월 6일   | 강화조력발전 희망인가? 재앙인가?                       |
| 67   | 8월 13일  | 허점투성이 한강 보 설치                                |
| 67   | 8월 13일  | 작지만 큰 힘 인천연대 사람들                           |
| 68   | 8월 20일  | 대한민국 이제는 말할 수 없다                           |
| 68   | 8월 20일  | 서거 50주년 죽산 조봉암의 부활                         |
| 69   | 8월 27일  | 어느 대리운전 기사의 하루                              |
| 69   | 8월 27일  | 인천시 자전거 전용도로 이대로 괜찮은가                 |
| 70   | 9월 3일   | 싱글 대디 그들이 사는 세상                             |
| 70   | 9월 3일   | 출산의 복수                                            |
| 71   | 9월 10일  | 빼앗긴 보금자리 하남 미사지구 사람들                   |
| 71   | 9월 10일  | 2009 가을 전세대란이 오는가                            |
| 72   | 9월 17일  | 쌍용차 대타협 그 후                                    |
| 72   | 9월 17일  | 지자체 통합 논란 - 서두르는 정부 속 앓는 주민들        |
| 73   | 9월 24일  | 두 대학의 수상한 통합 그 내막은                        |
| 73   | 9월 24일  | 고생은 60부터? 아버지의 막막한 노후                    |
| 74   | 10월 1일  | 엄마 학교가기 무서워요                                 |
| 74   | 10월 1일  | 교단과 책상 사이                                       |
| 75   | 10월 8일  | 위기의 농업 기회의 농업                                |
| 75   | 10월 8일  | 골프장 개발 논란 계양산과 굴업도는 지금                |
| 76   | 10월 15일 | 시청자는 OBS가 보고싶다 - 역외 재송신 논란             |
| 76   | 10월 15일 | 청년인턴은 예비 백수                                   |
| 77   | 10월 22일 | 아동 청소년 성폭행의 실체 두 얼굴의 아저씨             |
| 77   | 10월 22일 | 어느 월미도 할머니의 한 가지 소원                      |
| 78   | 10월 29일 | 살인 연기에 중독된 아이들                              |
| 78   | 10월 29일 | 목숨 건 등굣길 아이들이 위험하다                       |
| 79   | 11월 5일  | 낙태 이대로 좋은가 젊은 산부인과 의사들의 고해         |
| 79   | 11월 5일  | 인천시 내항 재개발 계획 누구를 위한 것인가             |
| 80   | 11월 12일 | 구의원을 아십니까                                      |
| 80   | 11월 12일 | 실종 장애인 - 아들아 어딨니?                           |
| 81   | 11월 16일 | 소방관이 뿔났다                                        |
| 81   | 11월 16일 | 일하는 노숙인 그들이 사는 세상                         |
| 82   | 11월 25일 | 추락하는 쌀값 농민이 기가 막혀                         |
| 82   | 11월 25일 | 검단 - 장수간 도로 인천의 허파를 정조준하다            |
| 83   | 12월 3일  | 그림의 떡 - 꽃게 대풍 TAC가 뭐길래                     |
| 83   | 12월 3일  | 그들 만의 1리터 눈물 희귀 · 난치병 이야기              |
| 84   | 12월 10일 | 삶을 위해 돌아온 길 북한 이탈 주민 이야기              |
| 84   | 12월 10일 | 성남시 호화청사 어떻게 가능했나                        |
| 85   | 12월 17일 | 한국 대중음악의 희망 시대를 노래하는 사람들            |
| 85   | 12월 17일 | 호스피스 아직 끝나지 않은 삶이기에                     |
| 86   | 12월 24일 | 2009 인사이드 50편의 기록                              |

### 2010년
| 회차 | 방송일   | 부제                                              | 부제                                              |
| ---- | -------- | ------------------------------------------------- | ------------------------------------------------- |
| 87   | 1월 7일  | 2010 인사이드를 말한다                            | 2010 인사이드를 말한다                            |
| 88   | 1월 14일 | 2010 지방자치 보고서                              | 당신들의 시장님                                   |
| 88   | 1월 14일 | 핫 현장 속으로                                    | 굴업도 생태 조사 - 표지석 제막식 현장을 찾아서    |
| 88   | 1월 14일 | 휴먼 시사 사람과 사람                             | 용산의 눈물을 닦는 사람들                         |
| 89   | 1월 21일 | 2010 지방자치 보고서                              | 지방의회 유감                                     |
| 89   | 1월 21일 | 핫 현장 속으로                                    | 기업형 슈퍼마켓의 기습 개점                       |
| 89   | 1월 21일 | 휴먼 시사 사람과 사람                             | 홍대 앞 작은 용산 - 어느 가난한 작가의 눈물       |
| 90   | 1월 28일 | 2010 지방자치 보고서                              | 지역언론 생존의 그늘                              |
| 90   | 1월 28일 | 핫 현장 속으로                                    | 강화조력발전소 뜨거운 반대 시위 현장              |
| 90   | 1월 28일 | 휴먼 시사 사람과 사람                             | 달동네 퉁수바위 마을의 마지막 겨울 나기           |
| 91   | 2월 4일  | 2010 지방자치 보고서                              | 선거 변화를 꿈꾸다                                |
| 91   | 2월 4일  | 핫 현장 속으로                                    | 2월 꼬리물기 집중 단속                            |
| 91   | 2월 4일  | 휴먼 시사 사람과 사람                             | 꿀벌마을 사람들                                   |
| 92   | 2월 11일 | 중고딩 인권을 넘보다                              | 중고딩 인권을 넘보다                              |
| 92   | 2월 11일 | 핫 현장 속으로                                    | 부천추모공원 조성 관제집회 논란                   |
| 92   | 2월 11일 | 휴먼 시사 사람과 사람                             | 12살 소녀의 잃어버린 60년                         |
| 93   | 2월 18일 | 등록금 인하 불가능한가?                           | 등록금 인하 불가능한가?                           |
| 93   | 2월 18일 | 핫 현장 속으로                                    | 엄기영 사퇴 방송 장악 시나리오                    |
| 93   | 2월 18일 | 휴먼 시사 사람과 사람                             | 프리터족 - 그들 만의 취업 전선                    |
| 94   | 2월 25일 | 영어 유치원은 없다                                | 영어 유치원은 없다                                |
| 94   | 2월 25일 | 핫 현장 속으로                                    | 개발과 보존 사이 - 계양산 골프장                  |
| 94   | 2월 25일 | 휴먼 시사 사람과 사람                             | 국가대표                                          |
| 95   | 3월 4일  | 성남, 광주, 하남 통합안 - 누구를 위한 통합시인가? | 성남, 광주, 하남 통합안 - 누구를 위한 통합시인가? |
| 95   | 3월 4일  | 핫 현장 속으로                                    | 한 지붕 두 가족 - 통합 인천대학교                 |
| 95   | 3월 4일  | 휴먼 시사 사람과 사람                             | 착한 의료 기관 - 의료 생협 사람들                 |
| 96   | 3월 11일 | 4대강 공사중 남한강은 지금                        | 4대강 공사중 남한강은 지금                        |
| 96   | 3월 11일 | 핫 현장 속으로                                    | 도시 속의 저어새                                  |
| 96   | 3월 11일 | 휴먼 시사 사람과 사람                             | 20대 정치 참여를 외치다                           |
| 97   | 3월 18일 | 낙태 해법은 없나?                                 | 낙태 해법은 없나?                                 |
| 97   | 3월 18일 | 핫 현장 속으로                                    | 제2의 김길태를 막아라 - 재개발 지역 방법 강화     |
| 97   | 3월 18일 | 휴먼 시사 사람과 사람                             | 행복한 돈을 거래하는 사람들                       |
| 98   | 3월 25일 | 허울 좋은 명품 도시 - 자살률 1위 인천             | 허울 좋은 명품 도시 - 자살률 1위 인천             |
| 98   | 3월 25일 | 핫 현장 속으로                                    | 인천 지역 아동 센터 출석 카드? 급식 카드 논란     |
| 98   | 3월 25일 | 휴먼 시사 사람과 사람                             | 서른 살 일본 청년의 사과 - 할머니 미안합니다.     |
| 99   | 4월 1일  | 현장 진단 - 수도권 미분양 아파트                  | 현장 진단 - 수도권 미분양 아파트                  |
| 99   | 4월 1일  | 휴먼 시사 사람과 사람                             | 우리는 자립을 꿈꾼다                              |
| 100  | 4월 8일  | 시사 인사이드 - 지역을 쏘다(100회 특집, 최종회)   | 시사 인사이드 - 지역을 쏘다(100회 특집, 최종회)   |